# Salzkottener Maschinenbau

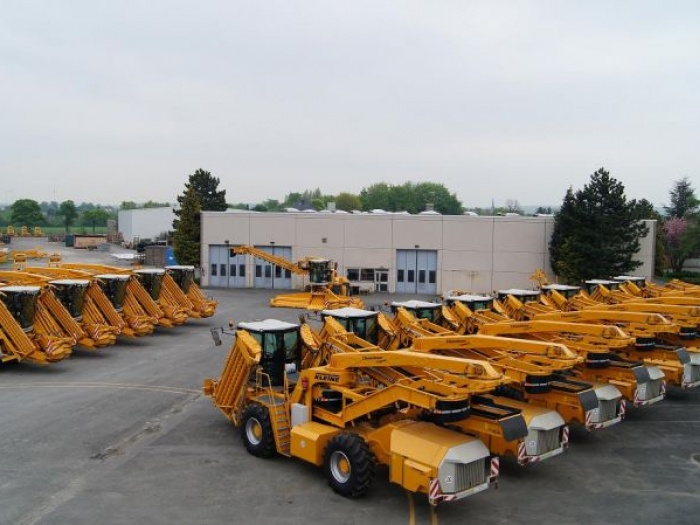
Zakład produkcyjny Kleine

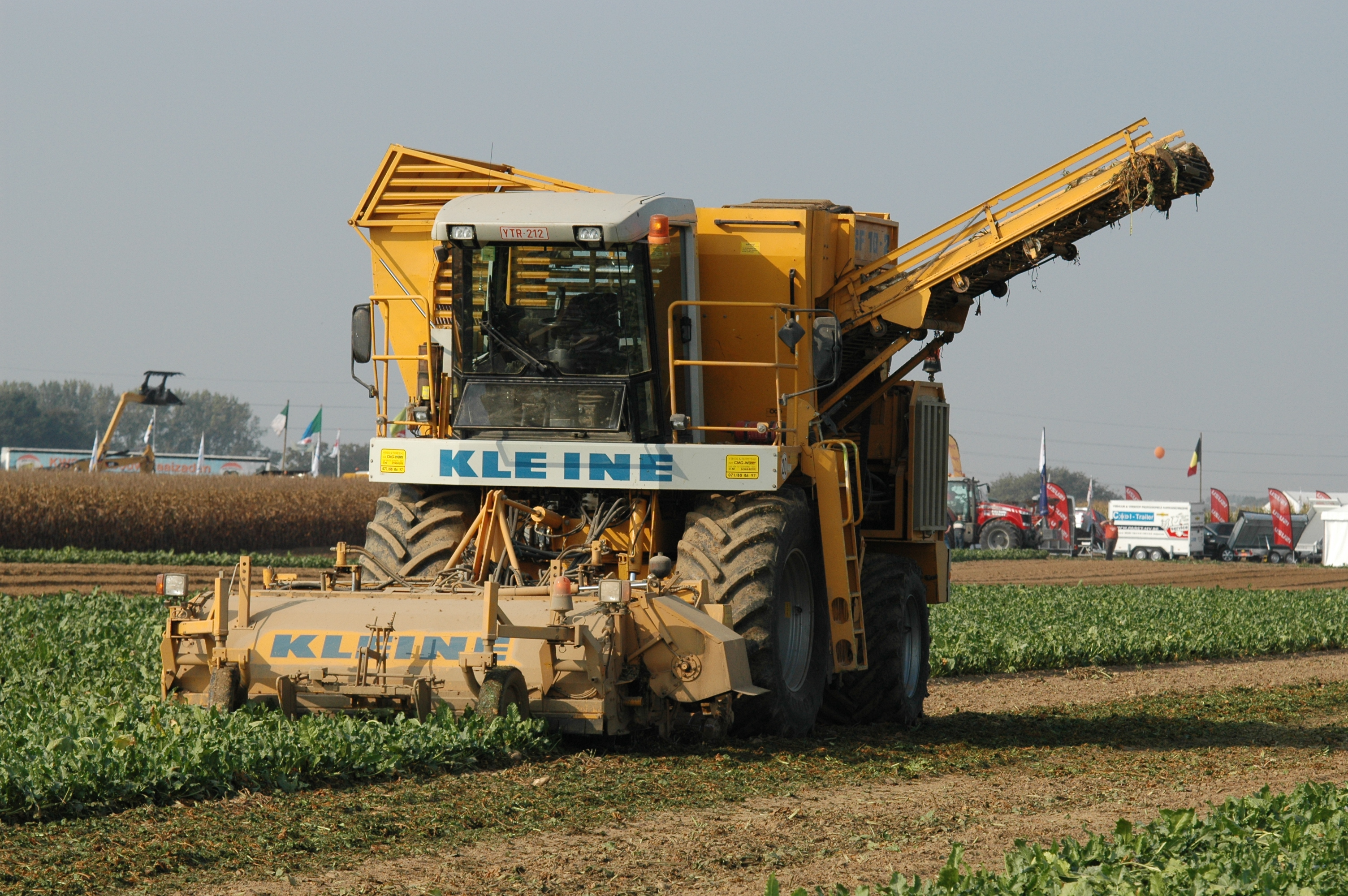
Kombajn Franz Kleine SF 10-2

Kleine – niemiecki producent maszyn do zbioru buraków cukrowych z siedzibą w Salzkotten. Obecnie marka należy do Grimme.
Firma powstała w 1874 roku jako zakład kowalski z handlem maszynami rolniczymi. Założycielem przedsiębiorstwa jest Franz Kleine. Już w 1940 roku powstały pierwsze maszyny do zbioru buraków a w latach dziewięćdziesiątych XX wieku kombajny samobieżne oraz urządzenia odsiewające i przeładunkowe.